# Campo volcánico Michoacán-Guanajuato
El campo volcánico Michoacán-Guanajuato es un campo volcánico ubicado en los estados de Michoacán y Guanajuato; en el centro de México, que presenta numerosos conos de ceniza, volcanes de escudo y maares. El campo volcánico es conocido por la erupción del volcán El Jorullo en el siglo XVIII y la erupción del volcán Paricutín en el siglo XX.

## Morfología
El campo volcánico cubre un área de 200 km por 250 km, tiene unos 1,400 respiraderos, en su mayoría conos de ceniza. Los volcanes de escudo son en su mayoría del Pleistoceno. Los conos de ceniza están dispersos y se producen en altitudes bajas, generalmente en llanuras aluviales o en los costados de los volcanes de escudo erosionados.

## Características
El campo volcánico presenta miles de características dispersas en un área muy amplia, por lo que esta recopilación pudiera no estar completa.
| Nombre                    | Tipo              | Altitud (m s. n. m.) | Coordenadas                                   |
| ------------------------- | ----------------- | -------------------- | --------------------------------------------- |
| Cerro el Águila           | Estratovolcán     |                      |                                               |
| Cerro del Aire            | Cono piroclástico |                      | 19°31′13″N 102°3′52″O / 19.52028, -102.06444  |
| Cerro Alto                | Volcán en escudo  |                      | 19°59′18″N 102°30′34″O / 19.98833, -102.50944 |
| Cerro del Anillo          | Cono piroclástico |                      |                                               |
| Cerro el Astillero        | Cono piroclástico |                      |                                               |
| La Batea                  | Cono de ceniza    |                      | 20°23′0″N 101°13′0″O / 20.38333, -101.21667   |
| Cerro Blanco              | Volcán en escudo  |                      | 19°13′59″N 102°27′53″O / 19.23306, -102.46472 |
| Cerro el Borrego          | Cono piroclástico |                      | 19°28′40″N 101°42′11″O / 19.47778, -101.70306 |
| Cerro Brinco del Diablo   | Volcán en escudo  |                      | 19°56′21″N 101°43′55″O / 19.93917, -101.73194 |
| Cerro Buenavista Tomatlán | Volcán en escudo  |                      | 19°9′22″N 102°36′31″O / 19.15611, -102.60861  |
| Cerro las Cabras          | Cono piroclástico |                      | 19°49′34″N 101°53′38″O / 19.82611, -101.89389 |
| Cerro Camataran           | Volcán en escudo  |                      | 20°10′37″N 101°33′30″O / 20.17694, -101.55833 |
| Cerros de Capacuaro       | Volcán en escudo  |                      |                                               |
| Cerro de Capatacutiro     | Cono piroclástico |                      |                                               |
| Cerro Capaxtiro           | Volcán en escudo  |                      |                                               |
| Cerro el Caracol          | Cono piroclástico |                      |                                               |
| Cerro Catacu              | Cono piroclástico |                      |                                               |
| Cerro de Cheringerán      | Cono piroclástico | 2,120                | 19°27′0″N 102°5′0″O / 19.45000, -102.08333    |
| Cerro del Chino           | Cono piroclástico | 2,100                | 19°25′0″N 102°6′30″O / 19.41667, -102.10833   |
| Cerro de Cópitiro         | Cono piroclástico | 2,180                | 19°29′7″N 102°3′3″O / 19.48528, -102.05083    |
| Cerros Cuates             | Volcán en escudo  |                      |                                               |
| Cerro Cucundicata         | Cono piroclástico |                      |                                               |
| Cerro Culiacán            | Volcán en escudo  |                      | 20°20′16″N 100°58′11″O / 20.33778, -100.96972 |
| Cerro de Curitzerán       | Cono piroclástico |                      |                                               |
| Cerro de Cutzato          | Cono piroclástico |                      | 19°30′0″N 102°11′0″O / 19.50000, -102.18333   |
| Cerro Fresno              | Volcán en escudo  |                      |                                               |
| Cerro Gato                | Cono piroclástico |                      |                                               |
| Cerro Grande, La Piedad   | Volcán en escudo  |                      | 20°18′10″N 102°7′1″O / 20.30278, -102.11694   |
| Cerro Grande, Cortazar    | Volcán en escudo  |                      | 20°24′28″N 100°52′44″O / 20.40778, -100.87889 |
| Cerro Grande              | Cono piroclástico |                      |                                               |
| Volcán Grande             | Estratovolcán     |                      |                                               |
| Hoyo el Huanillo          | Cono piroclástico |                      | 19°41′2″N 101°59′6″O / 19.68389, -101.98500   |
| Cerro de Huanchángueran   | Cono piroclástico |                      |                                               |
| Cerros del Jabalí         | Cono piroclástico | 2,240                | 19°26′56″N 102°6′40″O / 19.44889, -102.11111  |
| Cerro de Jicalán          | Cono piroclástico | 1,840                | 19°23′30″N 102°5′0″O / 19.39167, -102.08333   |
| El Jorullo                | Cono piroclástico | 1,330                | 18°58′19″N 101°43′5″O / 18.97194, -101.71806  |
| Cerro la Laguna           | Cono piroclástico |                      |                                               |
| Loma Larga                | Cono piroclástico |                      |                                               |
| Cerro los Lobos           | Cono piroclástico |                      |                                               |
| Volcán el Melón           | Cono piroclástico |                      |                                               |
| Mesa de Huanárucua        | Cono de lava      |                      |                                               |
| Mesa de Zirimondiro       | Cono de lava      |                      |                                               |
| Cerro el Metate           | Volcán en escudo  | 2,900                | 19°32′19″N 101°59′33″O / 19.53861, -101.99250 |
| Volcán la Mina            | Cono piroclástico |                      | 19°42′47″N 101°26′2″O / 19.71306, -101.43389  |
| Cerro de Nureto           | Cono piroclástico |                      |                                               |
| Cerro Pacaracua           | Volcán en escudo  |                      |                                               |
| Cerros de Paracho         | Volcán en escudo  |                      | 19°35′21″N 102°2′28″O / 19.58917, -102.04111  |
| Paricutín                 | Cono piroclástico | 3,170                | 19°29′35″N 102°15′4″O / 19.49306, -102.25111  |
| La Alberca (Cerro Pario)  | Cono piroclástico | 2,920                | 19°28′0″N 102°11′0″O / 19.46667, -102.18333   |
| Cerro Patamban            | Cono de ceniza    | 3,490                | 19°44′0″N 102°20′0″O / 19.73333, -102.33333   |
| Cerro el Pedregal         | Cono piroclástico |                      |                                               |
| Cerro Pelón               | Cono piroclástico |                      | 19°17′53″N 101°54′47″O / 19.29806, -101.91306 |
| Cerro el Picacho          | Volcán en escudo  |                      |                                               |
| Cerro Prieto              | Volcán en escudo  |                      |                                               |
| El Pueblito               | Cono piroclástico |                      | 19°49′30″N 101°55′23″O / 19.82500, -101.92306 |
| Cerro del Pueblo Viejo    | Cono piroclástico |                      |                                               |
| Cerro del Puerto          | Cono piroclástico | 2,120                | 19°28′27″N 102°2′6″O / 19.47417, -102.03500   |
| Quinceo                   | Cono de ceniza    |                      | 19°44′0″N 101°17′0″O / 19.73333, -101.28333   |
| Cerro San Antonio         | Volcán en escudo  |                      | 19°22′32″N 102°40′46″O / 19.37556, -102.67944 |
| San Joaquín Jaripeo       | Volcán en escudo  |                      | 19°51′0″N 100°44′50″O / 19.85000, -100.74722  |
| Cerro Sanambo             | Volcán en escudo  |                      | 19°38′58″N 101°26′32″O / 19.64944, -101.44222 |
| Santa Teresa              | Cono piroclástico |                      | 20°29′50″N 100°59′53″O / 20.49722, -100.99806 |
| Sapichu                   | Cono piroclástico | 2,680                | 19°30′0″N 102°15′0″O / 19.50000, -102.25000   |
| Cerro Sapien              | Cono piroclástico | 2,120                | 19°27′0″N 102°6′0″O / 19.45000, -102.10000    |
| Cerro de Sicuín           | Cono piroclástico |                      |                                               |
| Cerro el Sosal            | Cono piroclástico |                      |                                               |
| Cerro de Surúndaro        | Cono piroclástico |                      |                                               |
| Volcán Tancítaro          | Estratovolcán     | 3,842                | 19°25′0″N 102°19′0″O / 19.41667, -102.31667   |
| Cerro Tarucun             | Cono piroclástico |                      |                                               |
| Cerro la Taza             | Cono piroclástico | 2,340                | 19°31′34″N 101°43′30″O / 19.52611, -101.72500 |
| Cerro la Tinaja           | Cono piroclástico |                      |                                               |
| Cerro el Tule             | Volcán en escudo  |                      |                                               |
| Cerro de Tzintzungo       | Cono piroclástico |                      |                                               |
| Cerro Yahuarato           | Volcán en escudo  |                      | 19°36′53″N 101°33′6″O / 19.61472, -101.55167  |
| Volcanes de Zacapu        | Cono de ceniza    |                      | 19°48′0″N 101°48′0″O / 19.80000, -101.80000   |
| Cerro el Zoyate           | Cono piroclástico |                      |                                               |
| La Alberca                | Maar              | 1,810                | 20°23′0″N 101°12′0″O / 20.38333, -101.20000   |
| Álvarez                   | Maar              | 2,100                | 20°19′30″N 101°12′30″O / 20.32500, -101.20833 |
| Blanca                    | Maar              | 2,000                | 20°22′30″N 101°13′0″O / 20.37500, -101.21667  |
| Costo                     | Maar              | 1,920                | 19°27′0″N 102°4′0″O / 19.45000, -102.06667    |
| Cerro Cotji (Maar Costo)  | Maar              | 1,920                | 19°27′0″N 102°4′0″O / 19.45000, -102.06667    |
| Culiacán                  | Maar              |                      |                                               |
| Estrada                   | Maar              | 1,910                | 20°23′0″N 101°13′30″O / 20.38333, -101.22500  |
| Hoya de Cíntora           | Maar              | 2,010                | 20°21′0″N 101°13′0″O / 20.35000, -101.21667   |
| Olla de Flores            | Maar              |                      |                                               |
| Rincón de Parangüeo       | Maar              | 2,050                | 20°26′0″N 101°15′0″O / 20.43333, -101.25000   |
| El Rincón                 | Maar              |                      |                                               |
| San Gerónimo              | Maar              |                      |                                               |
| San Nicolás               | Maar              | 1,820                | 20°23′17″N 101°15′25″O / 20.38806, -101.25694 |
| Santa Rosa                | Maar              |                      |                                               |
| Valle de Santiago         | Maar              |                      | 20°23′0″N 101°13′0″O / 20.38333, -101.21667   |
| Yuriria, la joya          | Maar              |                      |                                               |
| Solís                     | Maar              | 1,850                | 20°22′0″N 101°16′0″O / 20.36667, -101.26667   |
| Cerro el Burro            | Domo              | 3,280                | 19°26′0″N 101°31′0″O / 19.43333, -101.51667   |
| Cerro la Cantera          | Domo              |                      |                                               |
| Cerro el Guaco            | Domo              |                      | 19°20′14″N 102°41′56″O / 19.33722, -102.69889 |
| Cerro los Lobos           | Domo              |                      |                                               |
| Cerro el Trompeta         | Domo              |                      | 20°12′26″N 102°22′19″O / 20.20722, -102.37194 |
| Hacienda de Jarideo       | Térmico           |                      | 19°50′0″N 100°38′0″O / 19.83333, -100.63333   |
| Hacienda del Agua Fría    | Térmico           |                      | 19°50′0″N 100°38′0″O / 19.83333, -100.63333   |
| Géiseres de Ixtlán        | Géiser            |                      | 20°11′0″N 102°23′0″O / 20.18333, -102.38333   |
| Las Negritas              | Térmico           |                      | 20°11′0″N 102°23′0″O / 20.18333, -102.38333   |
| Sierra de San Andrés      | Térmico           |                      | 19°50′0″N 100°38′0″O / 19.83333, -100.63333   |

## Galería

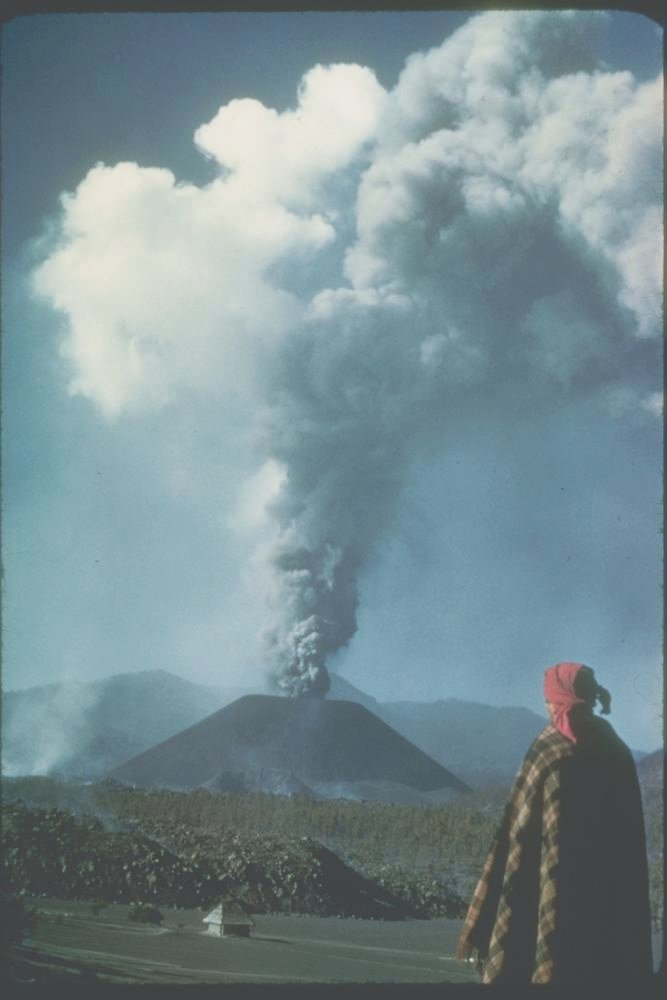
Cono de ceniza en 1943
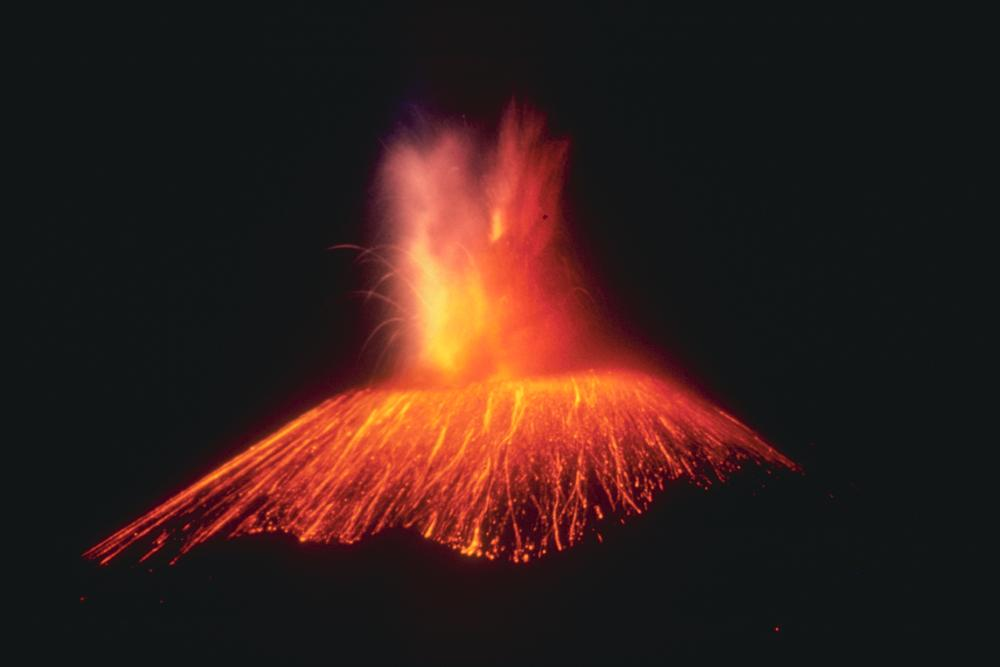
Erupción de 1943
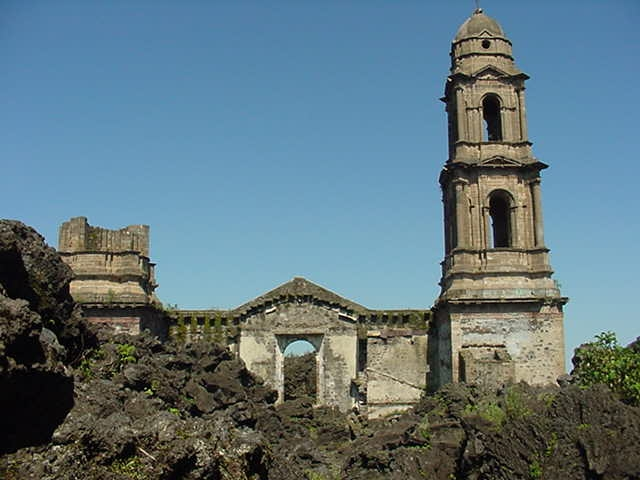
Iglesia de San Juan Parangaricutiro
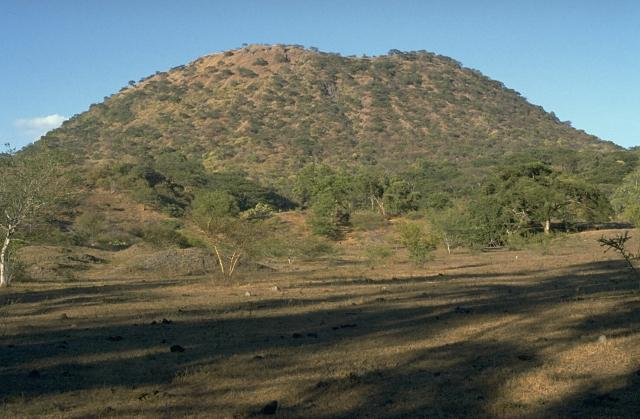
Cono de ceniza del Jorullo